# 333005 Haberle
333005 Haberle è un asteroide della fascia principale. Scoperto nel 2010, presenta un'orbita caratterizzata da un semiasse maggiore pari a 3,134580 UA e da un'eccentricità di 0,060382, inclinata di 17,318587° rispetto all'eclittica.